# Instituto Nacional de Estadística (Spanien)
Instituto Nacional de Estadística (på svenska: Spaniens nationella statistikbyrå) är den officiella organisation i Spanien som samlar in statistik över Spaniens demografi, ekonomi och samhälle. Det är en självständig organisation i Spanien med ansvar för allmän koordination och sammanställning av statistiska uppgifter över det spanska samhället.
Vart tionde år genomför INE en folkräkning. Den senaste folkräkningen ägde rum 2011.
På organisationens webbplats ges uppdateringar av undersökningar inom olika områden.